# 9368 Esashi
9368 Esashi este un asteroid din centura principală de asteroizi.

## Descriere
9368 Esashi este un asteroid din centura principală de asteroizi. A fost descoperit pe 26 ianuarie 1993 la Kagoshima de Masaru Mukai și Masanori Takeishi. Asteroidul prezintă o orbită caracterizată de o semiaxă mare de 2,31 ua, o excentricitate de 0,12 și o înclinație de 6,9° în raport cu ecliptica.